# メルティンゲン
メルティンゲン (ドイツ語: Mertingen) はドイツ連邦共和国バイエルン州シュヴァーベン行政管区のドナウ＝リース郡に属す町村（以下、本項では便宜上「町」と記述する）である。ドナウヴェルトの近郊でアウクスブルクの北35kmに位置している。この町はドナウ川に注ぐシュムッター川の河口からわずかに上流に面している。

## 地理
この町はアウクスブルク開発計画地域に属す。

### 自治体の構成
本市は、公式には7つの地区 (Ort) からなる。このうち小集落や孤立農場などを除く集落を以下に列記する。
- ドルイスハイム（南部）
- ハイセスハイム（北西部）
- マルティンゲン

## 歴史
最初にヒトが定住した痕跡は旧石器時代に遡る。メルティンゲン南東の丘陵地で発掘された珍しい石斧がその証拠である。紀元前15年に皇帝アウグストゥスが率いるローマ軍がアルプスを越え、ドナウ川まで侵出した。彼は、この地に新しい属州ラエティアを置き、41年から54年と259年から260年に2つの城をメルティンゲンの南に城を築いて防衛した。ここはローマ街道のクラウディア・アウグスタ街道の終点に近い場所であった。ローマ人は遅くとも5世紀中頃には北方から侵入したアラマンニ人に駆逐された。豊かな副葬品（武器、装飾品）を有する32基のメロヴィング朝の墓が「ヴェルトフェルト」と呼ばれる場所から1969年に発見された。この墓地跡やその他の発掘結果からメルティンゲンはアラマン人が占有した時代に建設されたと推測されている。
"Mardinga" という名前は969年のウルリヒ司教の司教区台帳に初めて記録されている。三十年戦争ではグスタフ2世アドルフが率いる15,000人の兵士によって1634年に甚大な被害を受けた。
1796年と1800年にフランス軍がメルティンゲンに襲来した。ナポレオンは、1805年に20万人の兵士を率い、3日間メルティンゲンに滞在した。彼の1812年のロシア戦役では3万人のバイエルン兵が亡くなったが、このうち6人がメルティンゲンの出身であった。
1870年、バーデンから多くのメノー派信者がハイスハイムに移住した。
ドルイスハイムは1978年5月1日に合併した。

### 人口推移
メルティンゲンの人口推移は、以下の表の通りである。
| 年   | 1975  | 1980  | 1985  | 1990  | 1995  | 2000  | 2005  | 2006  | 2007  |
| 人口 | 2,350 | 2,806 | 2,861 | 2,903 | 3,260 | 3,675 | 3,866 | 3,882 | 3,778 |

## 行政

### 首長
2020年5月1日からファイト・メグレ (SPD/FW/TB/PWG) が町長を務めている。

### 町議会
メルティンゲンの町議会は16議席からなる。

### 紋章
図柄: 基部は銀と赤に左右二分割。その上も左右に分割されている。向かって左は赤地に2本の横木を加えた銀の十字架。向かって右は3列の青と銀の鉄兜型模様。
解説: 基部の銀と赤は11世紀にはすでにメルティンゲンを領していたアウクスブルク司教を示す。銀の十字架はドナウヴェルトの聖十字架修道院に属すことを具体的に示したものである。兜型模様は、1280年頃にメルティンゲンのレーエン領主となったパッペンハイム元帥の紋章から採られたものである。

### 姉妹都市
- Sainte-Pazanne （フランス、ロワール＝アトランティック県）

## 経済と社会資本

### 交通

#### 道路
メルティンゲンの外れを4車線の連邦道B2号線が走っている。この道路は、北はドナウヴェルトを経由してニュルンベルクへ向かい、南はアウクスブルクでアウトバーンA8号線（シュトゥットガルト - ミュンヘン）に接続する。

#### 公共旅客交通
ドナウヴェルトとアウクスブルクの間を30分間隔で運行している近郊列車がメルティンゲンに停車する。この鉄道を介してメルティンゲンはミュンヘンやニュルンベルクへの便がよい。
2015年からSバーン型の近郊交通が運営される計画になっている。

### 経済
この町には、人口約3,800人に対して、2,550人相当の職場がある。
主な企業には以下のものがある。
- Zott: 乳製品製造
- Sigel: オフィス用品製造
- Fendt Caravan: キャンピングカー製造

### 教育
- メルティンゲン国民学校

## 文化と見所

### 文化
メルティンゲンは文化サークルのコンサートがこの地域ではよく知られている。このコンサートは若く才能豊かな音楽家にとってキャリアの第一歩となっている。ヴァイオリン奏者ヴェロニカ・エーベルレのコンサート、ハルトムート・ヘルのピアノ伴奏とバス歌手ペーター・リカの歌を伴うペーター・ヘルトリングの朗読会、テノール歌手フランシスコ・アライサの歌曲の夕べなどが特に成功した企画である。

### 余暇とスポーツ
FCメルティンゲンは1929年に設立されたスポーツクラブで、サッカー、卓球、体操、アーチェリーのチームがある。

### 博物館
ムゼウムフロインデ・メルティンゲン（博物館愛好会）は、この町の典型的な建物、すなわち農家、納屋、校舎を修復し、博物館として設備する活動を長年にわたって行っている。彼らは過去の重要な資料を保管し、19世紀から20世紀初頭のシュヴァーベン北部地方の生活を具体的に描くきっかけにしようとしているのである。

## 引用
1. ↑  https://www.statistikdaten.bayern.de/genesis/online?operation=result&code=12411-003r&leerzeilen=false&language=de Genesis-Online-Datenbank des Bayerischen Landesamtes für Statistik Tabelle 12411-003r Fortschreibung des Bevölkerungsstandes: Gemeinden, Stichtag (Einwohnerzahlen auf Grundlage des Zensus 2011)
2. ↑  Bayerische Landesbibliothek Online
3. ↑  “Mertingen - Kommunalwahl-Ergebnisse 2020: Bürgermeister & Gemeinderat”. Augsburger Allgemeine. (2020年3月15日) 2021年4月3日閲覧。